# كلود ميشيل (ضابط)
كلود ميشيل (بالفرنسية: Claude Étienne Michel)‏ (و. 1772 – 1815 م) هو ضابط فرنسي، ولد في جورا، توفي في واترلو، عن عمر يناهز 43 عاماً، بسبب قتل في المعركة.

## الخدمة العسكرية
خدم في مشاة.

## جوائز
حصل على جوائز منها:
- وسام جوقة الشرف من رتبة قائد
- فارس الوسام الملكي والعسكري في سانت لويس
- أسماء منقوشة تحت قوس النصر بباريس